# 二十代映画欲求
『二十代映画欲求』（トゥウェンティーズ・シネマ・ウォント）は、インターネット配信業者AbemaTVがAbemaRADIOチャンネルにて配信するインターネットラジオ番組。2018年10月20日に配信開始し、2019年12月28日の配信でレギュラー放送が終了した。以降は不定期で配信予定。

## 概要
女優の夏子と映画監督の松本花奈が20代ならではの視点で映画を“ぶった斬る”トーク番組 。#23では初めて映像付きで放送された。

## 配信時間
- 毎週土曜日 12:00 - 12:30 [1]

## パーソナリティ
- 夏子 [1]
- 松本花奈 [1]
- 上野遼平 [1]　※準レギュラー

## ゲスト
- #4〜5 松居大悟監督
- #7,21 長久允監督
- #12,18 大野大輔監督
- #17 小川あん
- #19 野崎くん
- #20 金子由里奈監督
- #23 クロイワショウ, 板尾創路, 秋乃ゆに
- #23,#24 白石和彌監督
- #24 沖田修一監督
- #26 古川雄輝, 松本まりか, 牛嶋新一郎監督, 藤井秀剛監督

## 主なコーナー
あの監督の二十代（トゥウェンティーズ）
今や有名な監督の20代を振り返って学ぶコーナー。過去に上田慎一郎監督や園子温などを特集。
オリジナルラジオドラマをつくろう
リスナーを巻き込んでオリジナルのラジオドラマをつくる企画。
リスナーズ・シネマ・アンケート
リスナーから届いた映画に関する質問に答えるコーナー。
二十代映画週報（トゥウェンティーズ・シネマ・ニュース）
映画に関する最新のニュースを取り上げるコーナー。

## 放送リスト
| 放送日           | 回 | タイトル                                                                  |
| ---------------- | -- | ------------------------------------------------------------------------- |
| 2018年10月13日   | 0  | スタート直前SP                                                            |
| 2018年10月20日   | 1  | 副タイトルなし                                                            |
| 2018年11月27日   | 2  | アンケート始めてみました編                                                |
| 2018年11月3日    | 3  | 好きなアニメ映画を語りました編                                            |
| 2018年11月10日   | 4  | 松居大悟がやってきた編                                                    |
| 2018年11月17日   | 5  | 続・松居大悟がやってきた編                                                |
| 2018年11月24日   | 6  | 勝手に園子温監督を語っちゃおう編                                          |
| 2018年12月1日    | 7  | 長久允がやってきた編                                                      |
| 2018年12月8日    | 8  | 脱脱脱脱17を語っちゃうぞ編                                                |
| 2018年12月15日   | 9  | 上野さん、まさかレギュラー狙ってる？編                                    |
| 2018年12月22日   | 10 | クリスマス映画を語リマス編                                                |
| 2018年12月29日   | 11 | 2018年未公開トーク大放出SP                                                |
| 2019年1月5日     | 12 | アスアブ鈴木 劇場公開SP                                                   |
| 2019年1月12日    | 13 | 正月ロードショーー 映画「瘡蓋譚」特別編集版                               |
| 2019年1月19日    | 14 | 2019年公開の映画予習SP                                                    |
| 2019年1月26日    | 15 | 松本花奈監督 生誕祭SP                                                     |
| 2019年2月2日     | 16 | 2週連続！「21世紀の女の子」公開SP 前編                                    |
| 2019年2月9日     | 17 | 2週連続！「21世紀の女の子」公開SP 後編                                    |
| 2019年2月16日    | 18 | 撮れ高ありすぎ!?2月なのにもう未公開トークSP                               |
| 2019年2月23日    | 19 | 日本アカデミー賞直前！最優秀賞を予想しちゃうぞSP                          |
| 2019年3月2日     | 20 | まだ間に合う!「21世紀の女の子」SP延長戦                                   |
| 2019年3月9日     | 21 | 長久允監督初長編映画「WE ARE LITTLE ZOMBIES」受賞記念SP                   |
| 2019年3月16日    | 22 | ゆうばり映画祭出品作品「國の狗」（小山亮太監督）                          |
| 2019年3月23日    | 23 | ゆうばり国際ファンタスティック映画祭SP １日目潜入レポート                 |
| 2019年3月30日    | 24 | ゆうばり国際ファンタスティック映画祭SP 沖田修一・白石和彌監督インタビュー |
| 2019年4月6日     | 25 | ゆうばり映画祭出品作品「お引越し」                                        |
| 2019年4月13日    | 26 | ゆうばり国際ファンタスティック映画祭SP ２日目潜入レポート                 |
| 2019年4月20日    | 27 | ゆうばり国際ファンタスティック映画祭SP ３日目潜入レポート                 |
| 2019年4月27日    | 28 | 白石＆沖田監督 未公開トークSP                                             |
| 2019年5月4日     | 29 | 番組開始半年記念！ー#1リピート放送                                        |
| 2019年5月11日    | 30 | ゆうばり国際ファンタスティック映画祭 上映作品公開SP「極東ゲバゲバ」       |
| 2019年6月8日     | 34 | 映画「町田くんの世界」W主演インタビューSP                                 |
| 2019年6月15日    | 35 | 2週連続！スピンオフSP 前編                                                |
| 2019年6月22日    | 36 | 2週連続！スピンオフSP 後編                                                |
| 2019年6月29日    | 37 | 夏子と遼平が初めてコンビを組んでみました編                                |
| 2019年7月6日     | 38 | 夏子と遼平が初めてコンビを組んでみました編②                               |
| 2019年7月20日    | 40 | 夏子・花奈・遼平の近況報告SP                                              |
| 2019年7月27日    | 41 | 「夏休み映画」を語り尽くすぞSP                                            |
| 2019年8月3日     | 42 | 勝手に新海誠監督を語っちゃおうSP                                          |
| 2019年8月10日    | 43 | 松本花奈の映画論SP                                                        |
| 2019年8月17日    | 44 | 夏休みだ！映画だ！最新シネマニュースSP                                    |
| 2019年8月24日    | 45 | 松本花奈の映画論SP 延長戦                                                 |
| 2019年8月31日    | 46 | 上野遼平の映画論SP                                                        |
| 2019年9月7日     | 47 | 女優・夏子生誕祭SP                                                        |
| 2019年9月21日    | 49 | スピンオフSP 総集編                                                       |
| 2019年10月12日   | 52 | 未公開映像から変なの掘り起こしちゃったよSP                                |
| 2019年10月19日   | 53 | 東京国際映画祭を予習しようSP                                              |
| 2019年10月26日   | 54 | 最新シネマニュースSP                                                      |
| 2019年11月2日    | 55 | 意外と知らない映画祭について語ろうSP                                      |
| 2019年11月16日   | 57 | 上野P登場！最新シネマニュースSP                                           |
| 2019年11月23日   | 58 | 2019年 年末映画を予習しようSP                                             |
| 2019年12月１４日 | 61 | 年末最新シネマニュースSP                                                  |
| 2019年12月21日   | 62 | 個人的映画 大発表SP                                                       |